# Llano del Medio
Llano del Medio è un census-designated place (CDP) degli Stati Uniti d'America della contea di Guadalupe nello Stato del Nuovo Messico. La popolazione era di 118 abitanti al censimento del 2010. La New Mexico State Road 119 passa attraverso la comunità.

## Geografia fisica
Secondo lo United States Census Bureau, il CDP ha una superficie totale di 4,94 km², dei quali 4,94 km² di territorio e 0 km² di acque interne (0% del totale).

## Società

### Evoluzione demografica
Secondo il censimento del 2010, la popolazione era di 118 abitanti.

### Etnie e minoranze straniere
Secondo il censimento del 2010, la composizione etnica del CDP era formata dal 61,86% di bianchi, lo 0,85% di afroamericani, il 5,08% di nativi americani, lo 0% di asiatici, lo 0% di oceanici, il 32,2% di altre razze, e lo 0% di due o più etnie. Ispanici o latinos di qualunque razza erano il 94,07% della popolazione.